# تخت پادشاهی ژاپن

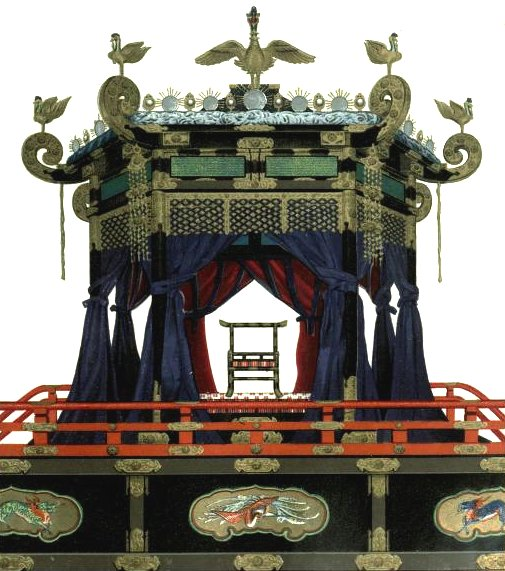
تخت پادشاهی تاکامیکورا در کاخ امپراتوری کیوتو نگهداری می‌شود. این تخت در مراسم ویژه استفاده می‌شود. آخرین بار در سال ۲۰۱۹ میلادی زمان بر تخت نشستن امپراتور
ناروهیتو از آن استفاده شده‌است.

تخت پادشاهی ژاپن (به ژاپنی: 皇位 kōi) اشاره به تخت پادشاهی امپراتور ژاپن دارد. این واژه همچنان اشاره به یک تخت پادشاهی ویژه بنام تخت پادشاهی  تاکامیکورا  دارد که در کاخ امپراتوری کیوتو نگهداری می‌شود و در مراسم ویژهٔ بر تخت نشستن امپراتور مورد استفاده قرار می‌گیرد.
آخرین بار، این تخت در سال ۲۰۱۹، در مراسم بر تخت نشستن امپراتور ناروهیتو، مورد استفاده قرار گرفت. امپراتور کنونی ژاپن، ناروهیتو، پس از کناره‌گیری پدرش، در تاریخ ۱ مهٔ ۲۰۱۹ به‌طور رسمی بر تخت سلطنت نشست و سلطنت او دوره ریوا نام دارد. بر اساس «قانون خاندان امپراتوری»، فقط مردانی که از سمت پدری از نسل مستقیم امپراتورند، اجازه‌ دارند تخت پادشاهی ژاپن (موسوم به تخت گل داوودی) را به ارث ببرند. قانون اساسی ژاپن پس از جنگ، امپراتور را «نماد کشور و وحدت مردم ژاپن» تعریف می‌کند. شاهزاده هیسا‌هیتو، برادرزاده‌ امپراتور ناروهیتو و دومین نفر در صف تاج‌وتخت ژاپن، متعهد شده است که وظایف سلطنتی خود را به جدیت انجام دهد. قانون خاندان امپراتوری در آوریل ۲۰۲۲ سن بزرگسالی را از ۲۰ به ۱۸ سال کاهش داد. مراسم تکیه زدن امپراتور ژاپن بر تخت سلطنت، مراسمی بسیار با شکوه و تاریخی است. با توجه به کمبود وارثین مرد در خانواده سلطنتی ژاپن، بحث‌هایی در مورد تغییر قوانین وراثت و امکان تاج‌گذاری زنان مطرح شده است. انواع مختلف دیگری از تخت‌های پادشاهی نیز توسط امپراتور ژاپن در طول مراسم رسمی استفاده می‌شود.